# Seehundstation Norddeich
Koordinaten: 53° 36′ 45″ N, 7° 9′ 34″ O

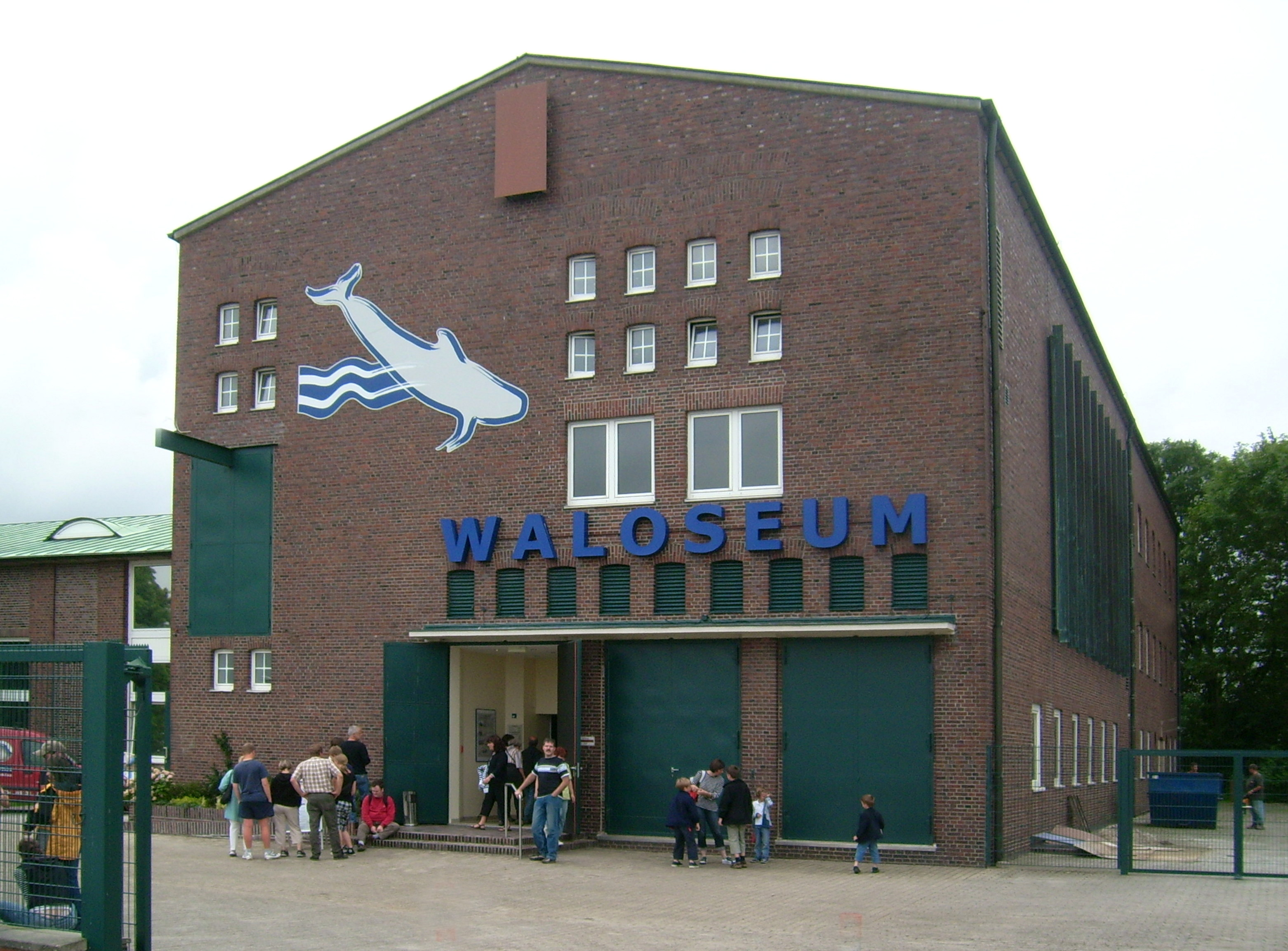
Waloseum mit Quarantänestation

Die Seehundstation Nationalpark-Haus im Norder Stadtteil Norddeich ist die einzige in Niedersachsen staatlich anerkannte Betreuungsstation für Meeressäuger. Zwischen 80 und 180 verwaiste Seehunde, aber auch Kegelrobben werden hier pro Jahr aufgezogen und beispielsweise auf der Othelloplate am östlichen Ufer Norderneys wieder in die Nordsee zurückgebracht.
Die Station ist zuständig für das gesamte niedersächsische Wattenmeer, das als Nationalpark und Weltnaturerbe besonderen Schutz genießt.
Über 100 ehrenamtliche Mitarbeiter – zumeist Wattenjagdaufseher entlang der niedersächsischen Küste und auf den Ostfriesischen Inseln – unterstützen die Arbeit der Station. 33 feste Mitarbeiter, davon sieben Tierpfleger, zwei Veterinäre und bis zu 10 Bundesfreiwilligendienstleistende, sowie bis zu 12 Praktikanten jährlich versorgen die aufgefundenen Meeressäuger. Zwei Teilnehmer im Freiwilligen Ökologischen Jahr und bis zu 10 weitere Praktikanten sind in der Umweltbildung tätig.
Der Träger „Verein zur Erforschung und Erhaltung des Seehundes e. V.“ ist als gemeinnützig anerkannt. Mitglieder des Vereins sind juristische Personen wie die Landesjägerschaft Niedersachsen e. V., der Landkreis Aurich, die Stadt Norden, die Jägerschaft Norden e. V., die Wirtschaftsbetriebe der Stadt Norden und die Reederei Frisia AG.

## Aufgabenbereiche
Die Aufgaben der Seehundstation umfassen im Wesentlichen drei Themenkomplexe: Aufzucht und Schutz der Seehunde, Erforschung der Seehunde und Öffentlichkeitsarbeit.

### Aufzucht/Schutz der Seehunde
Im Mittelpunkt steht die Aufzucht von mutterlosen Seehunden. Nach erfolgreicher Pflege gehören auch die Auswilderung und Markierung der aufgezogenen Seehunde zu den Aufgaben. Der Schutz der Seehunde umfasst aber auch den Schutz seines Lebensraumes. Bisher wurden hier tausende „Heuler“, wie die Seehund-Babys wegen ihrer Schreie nach ihren Muttertieren genannt werden, aufgezogen.

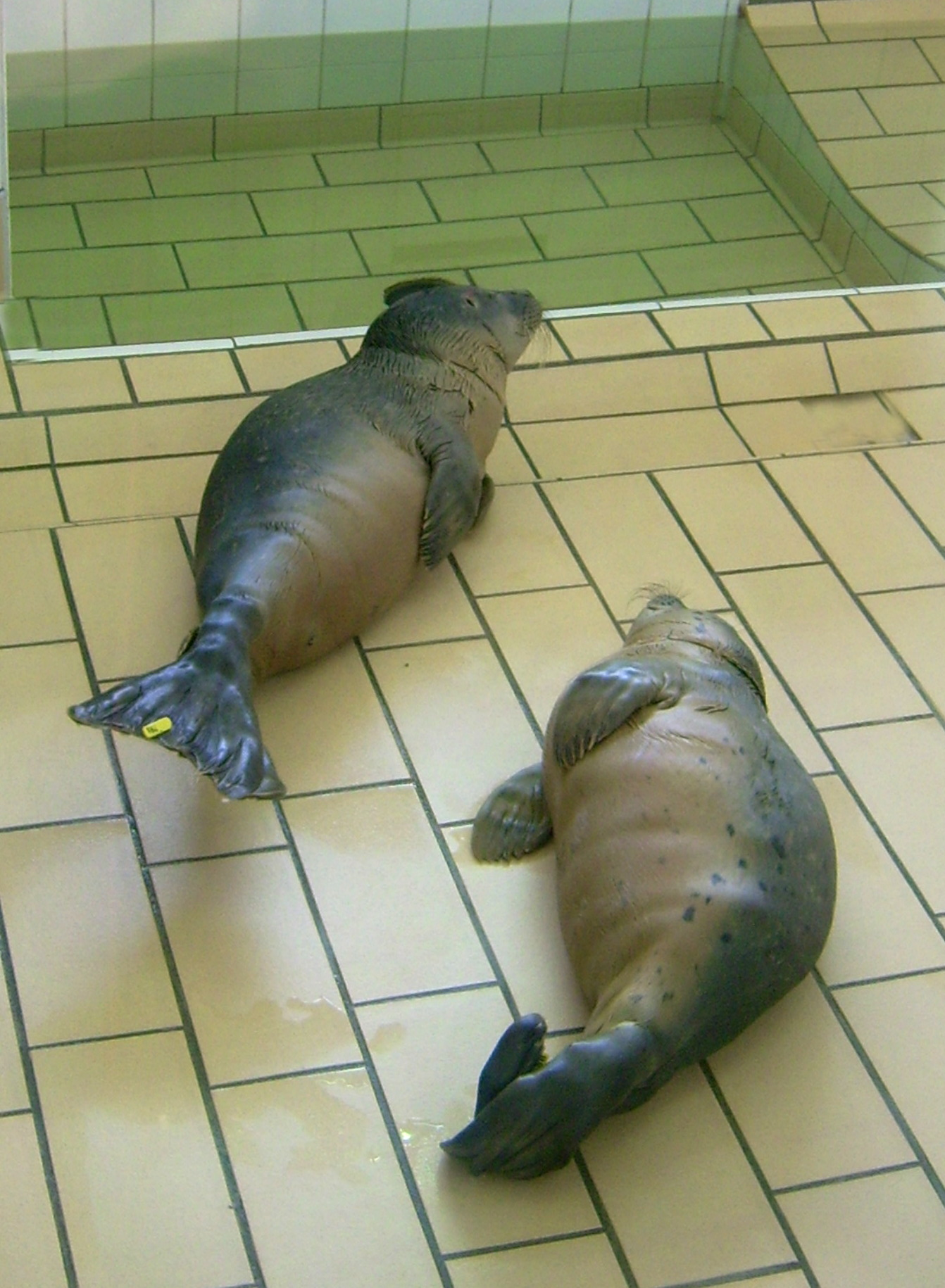
Seehunde in der Quarantänestation

### Erforschung der Seehunde
Die Seehundstation dient zudem der Sammlung aller erreichbaren Daten über den Seehund und seinen Lebensraum, die auch über die Sektion verendeter Seehunde und anderer Meeressäuger gewonnen werden. Daneben werden weiterführende Spezialuntersuchungen vorgenommen, zum Teil im Rahmen der Durchführung von Forschungsaufträgen. Die Arbeit der Seehundstation erfolgt in stetem Austausch mit in- und ausländischen Aufzuchtstationen, Forschungseinrichtungen sowie anderen Institutionen.

### Öffentlichkeitsarbeit

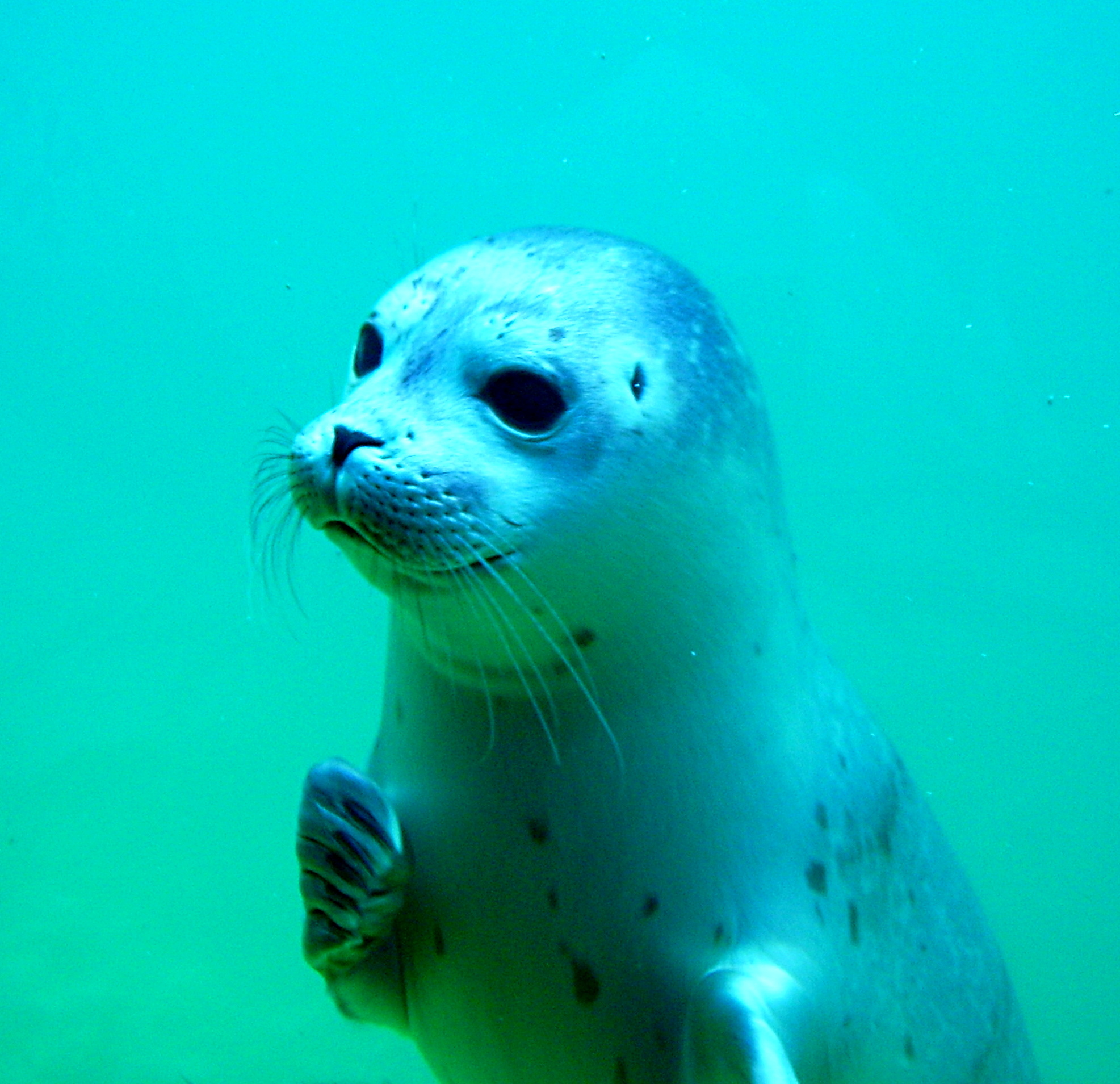
Seehund in der Aufzuchtstation

Herausragende Bedeutung im Bereich der Öffentlichkeitsarbeit haben die mehr als 250.000 Besucher, die die Station jährlich besuchen und informiert werden. Darüber hinaus gibt die Seehundstation alle zwei Jahre eine  Dokumentation heraus, veröffentlicht Bücher und Informationsblätter, veranstaltet Dia- und Video-Vorträge, hält Seminare, organisiert Ausstellungen und pflegt ihre eigene interaktive Umweltbildungsausstellung.

## Geschichte der Station
Die Landesjägerschaft Niedersachsen unterstützte das Projekt, indem sie im Jahr 1971 3000 DM für den Bau der Aufzuchtstation am Schwanenteich in Norden zur Verfügung stellte. Am 25. Juni 1971 wurde der erste Heuler aufgenommen, er war in Greetsiel von einem Fischer gefunden worden. Nach erfolgreicher Aufzucht wurde er am 3. Oktober 1971 wieder ausgewildert.
1978 wurde der Verein zur Erforschung und Erhaltung des Seehundes e. V. gegründet, eine wichtige Grundlage für den Neubau der Seehundstation im Stadtteil Norddeich 1980. Am 1. Januar 2006 übernahm der Verein, der sich zu 98 Prozent selbst finanziert, das Nationalpark-Haus Norddeich, das von 1992 bis 2005 von der Stadt Norden betrieben wurde. Im Winter 2006/2007 wurde die Seehundstation Nationalpark-Haus Norden-Norddeich vollständig umgebaut. Am 20. Oktober 2018 wurde der „Forscherbereich“ eine interaktive Ausstellung zu aktuellen Forschungsvorhaben, durch Umweltminister Lies eröffnet.
Für den Bau einer Quarantänestation erwarb der Verein im Dezember 2002 das Gebäude der ehemaligen Küstenfunkstelle „Norddeich Radio“. Im November 2005 eröffnete der Landwirtschaftsminister des Landes Niedersachsen, Heiner Ehlen, die Quarantänestation für Meeressäuger. Sechs Monate später wurde eine Ausstellung über Wale eröffnet. Am 11. Juni 2006 wurde vom damaligen niedersächsischen Ministerpräsidenten Christian Wulff das „Waloseum“ eingeweiht. Am 7. August 2007 weihte Umweltminister Sander die Ausstellung „Vogelwelt der Küste“ ein. Am 6. April 2019 folgte die Einweihung der neuen Ausstellung „Wale der Welt“ durch Umweltminister Lies.